# Пуночка
Пуночка снігова (Plectrophenax nivalis) — птах родини вівсянкових, поширений у гніздовий період у зоні тундри Старого і Нового світу. Вид зимує на всій території України.

## Етимологія
Слово «пуночка» запозичене з російської, де походить від назви цього птаха в карельській мові — рunаńе (род. відм. рunаźеn), пор. фін. pulmunen. Співзвучне слово з мови комі (punei̯) вважається запозиченням з російської.

## Морфологічні ознаки
Птах дещо більший за горобця. Маса тіла 25-35 г, довжина тіла близько 17 см. У дорослого самця в шлюбному вбранні спина, поперек, надхвістя, крильце, першорядні махові, стернові пера, крім двох крайніх пар, чорні; інше оперення біле; дзьоб і ноги чорні. У дорослого самця в позашлюбному вбранні голова жовтувато-бура; спина бура, поцяткована чорними плямами; низ білий, воло на боках бурувате; дзьоб жовтий, на кінці чорний; ноги темно-бурі. У дорослої самки в шлюбному вбранні верх голови та щоки бурі; спина, поперек і надхвістя чорно-бурі, зі світлою строкатістю; низ білий, з бурими плямами на боках вола; першорядні махові пера бурі; дзьоб темно-бурий. Доросла самка в позашлюбному оперенні подібна до позашлюбного дорослого самця, але з більшою кількістю бурого кольору на голові, спині та боках вола. У молодого птаха верх і воло сірі; горло, груди, черево, боки тулуба і підхвістя білуваті.

## Поширення
У Північній Америці південно-західне, західне і північне узбережжя Аляски на схід до гирла р. Гортон. На схід від гирла р. Гортон на північ до арктичного узбережжя. На південь до озера Клінтон-Колден, звідки південна межа ареалу простягається до західного узбережжя Гудзонової затоки в район 62-ї паралелі. Північний Лабрадор на південь до 58-ї паралелі. Острови: Командорські, Алеутські, Шумагіна, Святого Лаврентія, Голл, Святого Матвія, Прибилова, Прінс-Патрік, Свердруп, Еллеф-Рінґнес, Елсмір, Девон, Бенкс, Вікторія, Принца Уельського, Сомерсет, Баффінова Земля та інші більш дрібні острови американського сектора Арктики. Узбережжя Гренландії. Зона тундри Євразії від Скандинавії на сході до східного узбережжя Чукотського півострова та узбережжя Берингова моря. На півночі до арктичного узбережжя. На південь в Скандинавії (в горах) до 60-ї паралелі, на Кольському півострові до 68-ї паралелі, до північного Каніна та пониззя Печори. На схід до південної межі приморської тундри (на Таймирі на південь до 73-ї паралелі, по узбережжю Анадирської затоки та Коряцької Землі до 60-ї паралелі). Ізольована ділянка ареалу в гірській області Камчатки. Острови: Ісландія, Ян-Маєн, Шпіцберген, Земля Франца-Йосифа, Медвежий, Фарерські, Шетландські, північна частина Великої Британії, Колгуєв, Вайгач, Харлов, Нова Земля, Білий, Північна Земля, Новосибірські, Врангеля.
На більшій частині ареалу перелітний птах, взимку мігрує у більш південні широти. В Ісландії осілий.

## Підвиди
У залежності від поширення та особливостей забарвлення виділяють 4 підвиди:
- Plectrophenax nivalis nivalis — арктична Європа, арктична Північна Америка;
- Plectrophenax nivalis insulae — Ісландія, Фарерські острови, Шотландія;
- Plectrophenax nivalis vlasowae — арктична Азія;
- Plectrophenax nivalis townsendi — Алеутські острови, Камчатка, узбережжя у східному Сибіру.

## Чисельність
Чисельність пуночки у світі оцінюється орієнтовно більше ніж 40 млн особин (Rich et al. 2004). Протягом останніх десятиліть спостерігається скорочення чисельності.

## Місця існування
Навесні пуночки тримаються головним чином в населених пунктах та їхніх околицях. У ході танення снігу сформовані пари рівномірно поширюються в тундрі, віддаючи перевагу кам'янистим ділянкам, скелям, останцям, морським і річковим берегам з урвищами. У зимовий період тримаються відкритих біотопів, зарослих різноманітними бур'янами.

## Розмноження

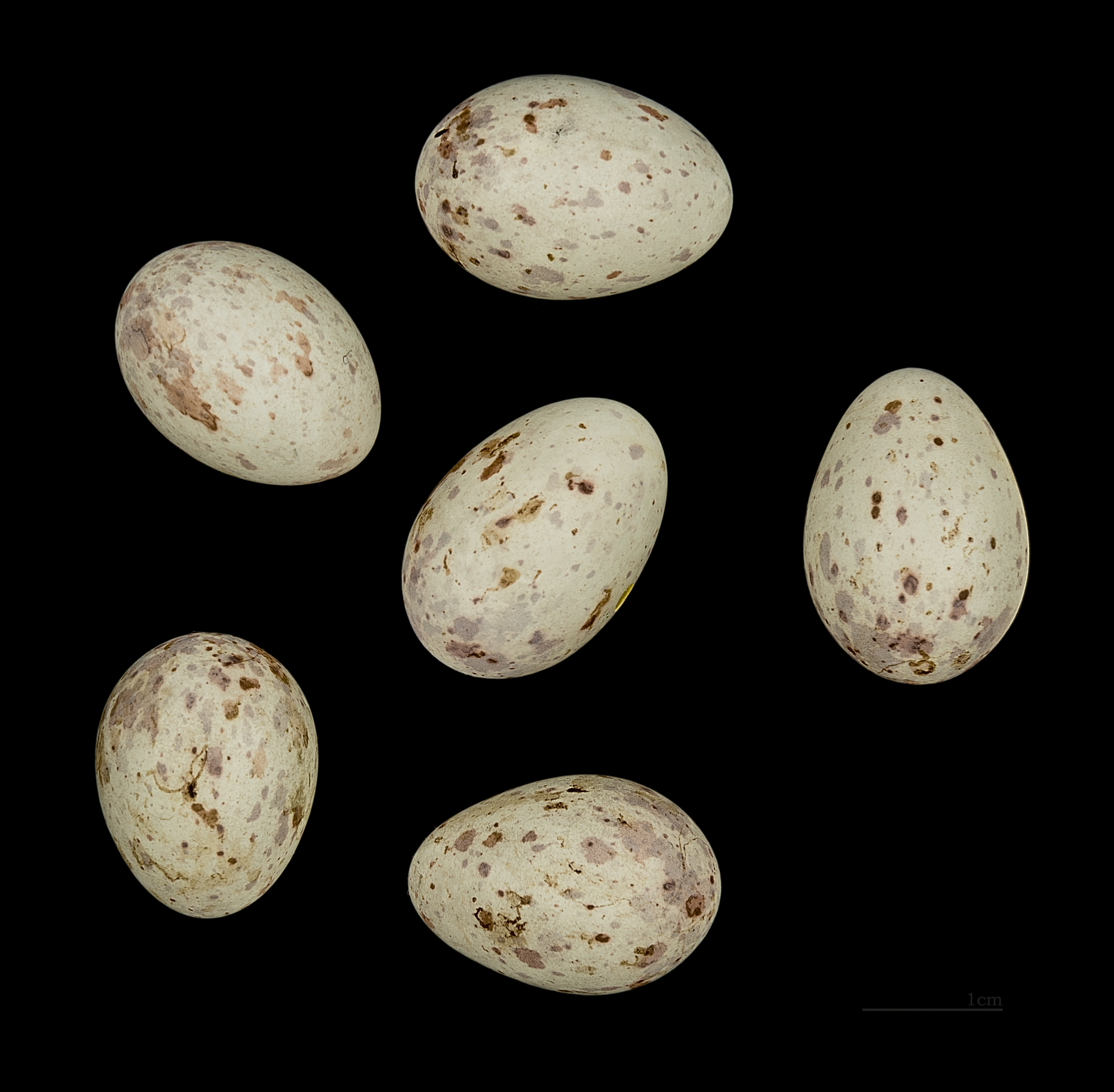
Plectrophenax nivalis

Гніздовий період розпочинається в травні. Гніздо пуночка влаштовує на землі. Кладка містить 5-6 яєць жовтуватого або зеленуватого кольору, з бурими плямами та крапками. Інкубаційний період триває 12-13 днів; молоді птахи залишають гніздо ще через 12-14 діб.

## Живлення
Влітку пуночки живляться переважно комахами, якими вигодовують пташенят. Основу раціону складають двокрилі та дрібна гусінь. Наприкінці літа охоче поїдають ягоди. Взимку живляться виключно насінням трав'янистих рослин. З осені до весни пуночка харчується різноманітними бур’янами, такими як спориш, амброзія, щириця, айстра та золотушник, а також харчується різними видами насіння злакових культур.